# Universidad del Sureste
La Universidad del Sureste (en inglés: Southeastern University) es una universidad privada, pentecostal, ubicada en Lakeland (Florida), Estados Unidos de América. 

## Historia
Fue fundada en 1935 en New Brockton (Alabama) por las Asambleas de Dios con el nombre de Alabama Shield of Faith Institute. En 1952 se trasladó a Lakeland (Florida). En 1986 recibió la acreditación de la Asociación Sureña de Escuelas y Colegios universitarios de Estados Unidos. En 2005 cambió su nombre al actual, Universidad del Sureste.
En el curso académico 2021-2022 contaba con 9365 alumnos.

## Deportes
Sus equipos deportivos, Southeastern Fire, compiten en la Sun Conference de la National Association of Intercollegiate Athletics.